# Saint-Georges-de-Pointindoux
Saint-Georges-de-Pointindoux är en kommun i departementet Vendée i regionen Pays de la Loire i västra Frankrike. Kommunen ligger i kantonen La Mothe-Achard som tillhör arrondissementet Les Sables-d'Olonne. År 2022 hade Saint-Georges-de-Pointindoux 1 820 invånare.

## Befolkningsutveckling
Antalet invånare i kommunen Saint-Georges-de-Pointindoux
| Referens: INSEE |